# Optische en geluidssignalen

Een Nederlandse ambulance met blauwe optische signalen

Optische en geluidssignalen (OGS) zijn de signalen die door hulpdiensten worden gebruikt tijdens spoedritten. Zodra de optische en geluidssignalen van een hulpverleningsvoertuig aanstaan, is het voertuig een voorrangsvoertuig en moet het overige verkeer hen voorrang geven en doorgang verlenen. Onderdeel van de voorrangssignalen zijn een blauw zwaai-, flits- of knipperlicht (of lichtbalk), knipperende koplampen en een tweetonige hoorn (ook wel sirene genoemd). Daarnaast behoren ook een geel en groen zwaai-, flits- of knipperlicht tot de signalen.
Als het gaat om de herkenbaarheid van een voorrangsvoertuig voor medeweggebruikers, spelen de optische en geluidssignalen
een grote rol. Het geluid draagt bij aan het lokaliseren van het hulpverleningsvoertuig. De hoorn is alleen in werking wanneer de primaire blauwe signaalverlichting is ingeschakeld.
Het gebruik van de voorrangssignalen is uitsluitend toegestaan na toestemming van de centralist van de meldkamer.

## Voertuigen met OGS
Naast dat voertuigen van de brandweer, politie en ambulance over optische en geluidssignalen beschikken, zijn er nog meer voertuigen die gebruik maken van deze voorrangssignalen. Enkele voorbeelden hiervan zijn:
- De reddingsbrigade
- Het noodhulpteam van het Nederlandse Rode Kruis
- De incidentenbestrijding van ProRail
- Weginspecteurs en officieren van Rijkswaterstaat
- Sanquin Bloedvoorziening
- Het Urban Search and Rescue
- De Koninklijke Marechaussee
- De Explosieven Opruimingsdienst Defensie
- Het Bijzonder Ondersteuningsteam

## Verschillende OGS
De optische en geluidssignalen die worden gevoerd verschillen per land. In Nederland en België zijn de zwaailichten van zowel politie, brandweer als ambulance blauw. De frequenties van de tweetonige hoorn liggen in Nederland tussen de 375 Hz en 500 Hz, en de geluidssterkte van elke toon is bij dag minstens 110 dB(A) en in de nacht minstens 100 dB(A).
- OGS van een brandweerwagen
- OGS van een politiewagen
- OGS van een ambulance

In andere landen worden naast blauwe lichten ook rode lichten gebruikt, zoals in de Verenigde Staten van Amerika. Daar gebruiken ze overigens ook geen tweetonige hoorn, maar een sirene met tonen als de wail, yelp en phaser.

## Geschiedenis

### 1900-1930
Voordat hulpdiensten optische en geluidssignalen gebruikten, waren er verschillende signalen die gebruikt werden om anderen op hun aanwezigheid te attenderen. Eén van de meest voorkomende signalen was het luiden van een bel, die meestal werd gebruikt door brandweerkorpsen. De met paarden bespannen brandweerwagens zorgden voor extra aandacht van de andere weggebruikers door de rode kleur van de wagen, een bel, veel geschreeuw en fakkels. Er zijn ook proeven genomen met trompetten, maar op de hobbelige straten van toen was dat geen succes.
Politieagenten bliezen daarnaast vaak op een fluitje of gebruikten een ratel om hun aanwezigheid kenbaar te maken. Ambulancechauffeurs gebruikten vaak een claxon of riepen om de weg vrij te maken. In sommige gevallen gebruikten hulpverleners visuele signalen zoals fakkels of lantaarns om meer op te vallen.

### 1930-2000
In het Duitse Rijk werd bij besluit van 7 mei 1938 de optische en geluidssignalen voor brandweer en politie vastgesteld. Als herkenningslicht fungeerden één of twee (kobalt)blauwe (schijnwerper)lampen en als geluidssignaal een tweetonige trompet of hoorn.
Hulpdiensten begonnen verlichting te gebruiken rond de jaren 1940, toen de politie een enkel roterend bakenlicht begon te gebruiken. In Nederland dateert het gebruik van noodverlichting en sirenes uit de jaren '50. In die tijd was er geen gestandaardiseerd systeem voor optische en geluidssignalen en verschillende regio's gebruikten dan ook verschillende kleuren en soorten lichten om de noodhulpvoertuigen kenbaar te maken. Later maakten enkele lichten plaats voor lichtbalken. Eind jaren '60 stelde de Nederlandse regering een gestandaardiseerd systeem voor noodverlichting voor voertuigen in. Naast de gekleurde lichten werden hulpverleningsvoertuigen ook uitgerust met sirenes om het overige verkeer op hun aanwezigheid te attenderen.

### 2000-heden
Vóór 2009 voerden politie- en brandweervoertuigen een tweetonige hoorn die achtereenvolgens de tonen b en e aangaf, en ambulances voerden een drietonige hoorn met de tonen g–e2–c2–e2.
Op 1 maart 2009 ging er een nieuwe wettelijke regeling van kracht die eenheid en structuur moest brengen in het gebruik van optische en geluidssignalen op de voertuigen van hulpdiensten. De Regeling optische en geluidssignalen 2009 is gebaseerd op de artikelen 13, tweede lid, 22, 26 en 71 van de Wegenverkeerswet 1994. In deze regeling zijn onder andere de voorwaarden neergelegd waaronder het gebruik van het blauwe zwaailicht en de meertonige hoorn zijn toegestaan. Ook werd daarin vastgesteld dat voorrangsvoertuigen een tweetonige hoorn moeten voeren.